# HD 20606
HD 20606，又名CD-29 1216，SAO 168449、HR 993，是一颗恒星，视星等为5.91，位于銀經224.61，銀緯-57.71，其B1900.0坐标为赤經3h 13m 49.9s，赤緯-29° -57.71′ 43″。